# Hotel Metropol (Warschau)

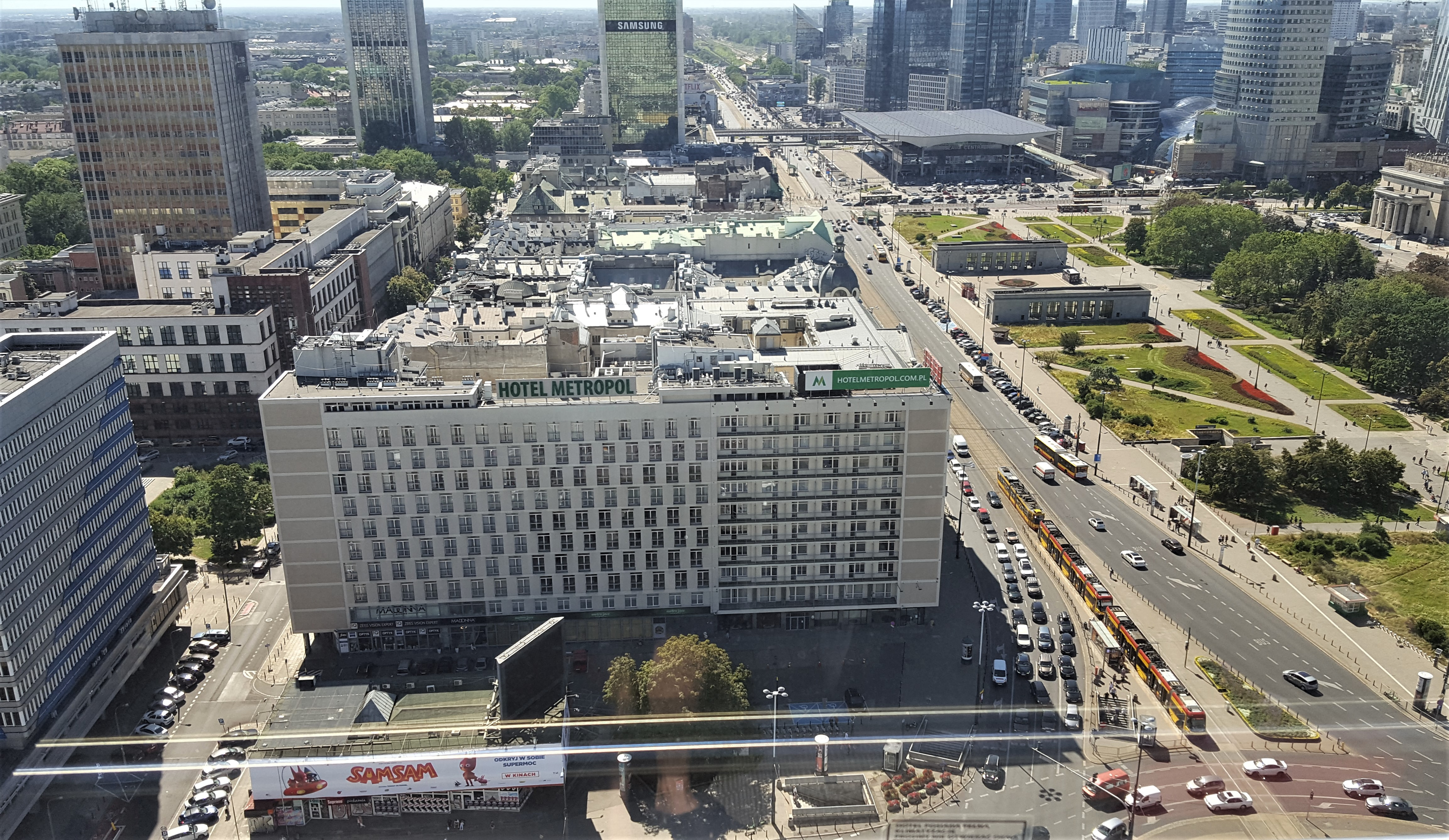
2020, Blick auf das Hotel vom gegenüberliegenden Novotel Warszawa Centrum

Hotel Metropol ist ein zehngeschossiges Hotelgebäude in Warschau an der Straßenkreuzung Marszałkowska-Straße und Aleje Jerozolimskie. Das im Jahr 1965 errichtete Hotel wurde in den 2010er Jahren im Rahmen der Warschauer Reprivatisierungsaffäre medial aufgegriffen. Die dort thematisierte Problematik betraf sowohl den als zu niedrig eingeschätzten Verkaufspreis wie auch die Frage nach der Alteigentümerschaft und betraf damit das umstrittene Erbe der historischen Bierut-Dekrete. Das Gebäude ist weder im Warschauer Denkmalverzeichnis noch in der Liste zeitgenössischer Objekte eingetragen.

## Lage
Das Hotel liegt sehr zentral im Warschauer Innenstadtbezirk an der Marszałkowska-Straße (99a), die hier den Kreisverkehr Rondo Romana Dmowskiego durchläuft, gegenüber des Hotel Forums, schräg gegenüber der Rotunda, den Widok Towers und dem Einkaufszentrum der Ściana Wschodnia. In einer Entfernung von etwa 300 Meter Luftlinie befindet sich der Kulturpalast. Direkt am Hotel liegt die Metrostation Linie M1 sowie Haltepunkte mehrerer Straßenbahn- und Buslinien. Auch die Bahnhöfe Warszawa Centralna und Warszawa Śródmieście befinden sich nur mehrere Hundert Meter entfernt. An die Stirnseite zur Jerozolimskie schließt sich das historische Hotel Polonia an.

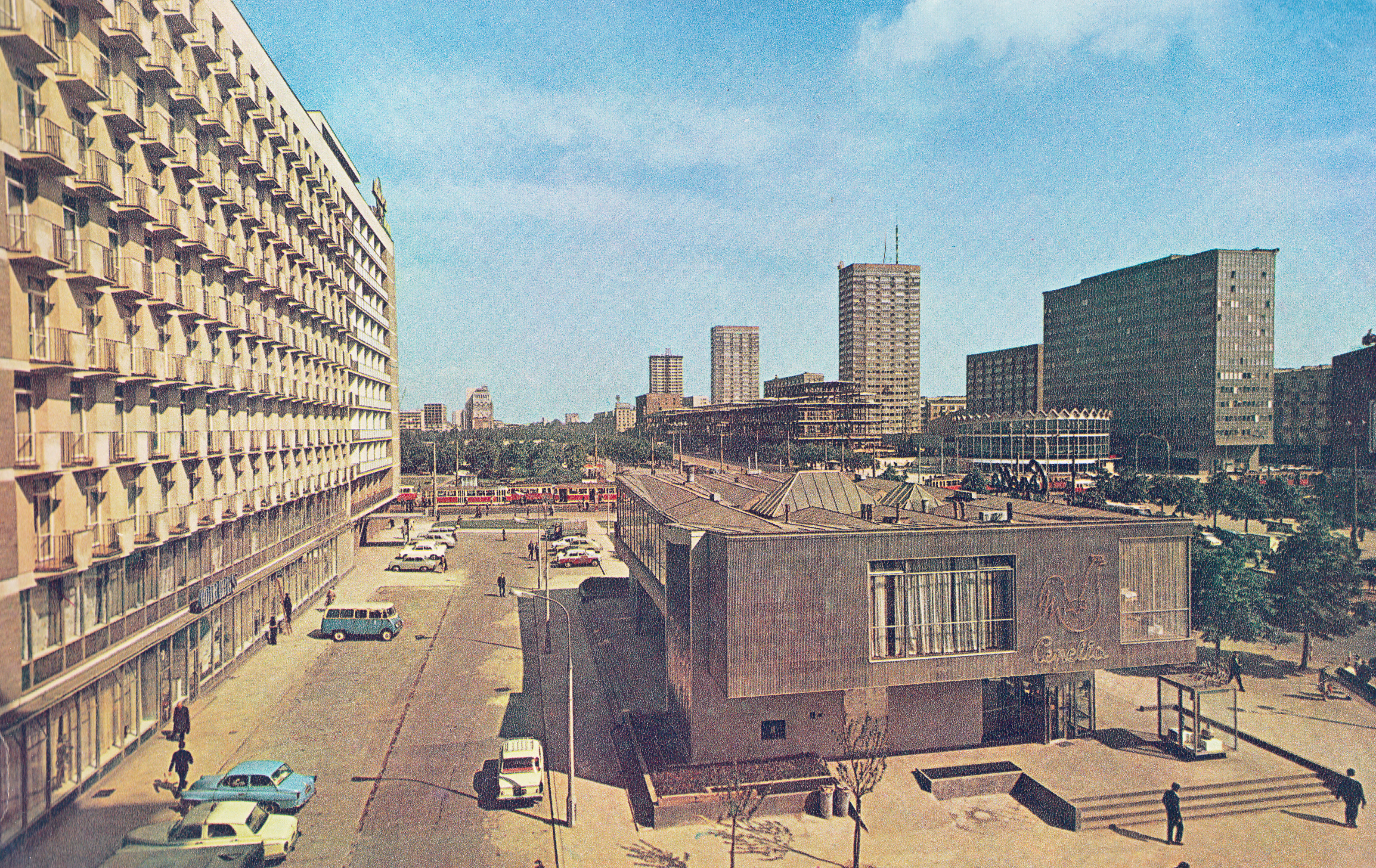
Aufnahme des Metropol-Hotels im Jahr 1965, mit dem Cepelia-Pavillon rechts

## Geschichte
Das Gebäude wurde 1965 nach einem Entwurf der Architekten Zygmunt Stępiński und Grzegorz Chruścielewski im Stil des Modernismus errichtet.
Die Hauptstadtzeitung Gazeta Wyborcza stellte im Jahr 2010 fest, dass es „als ein weniger gelungenes Gebäude [des renommierten Architekten Stępiński]“ gelte. Das Hotel wurde am 11. November 1965 eröffnet und gehörte zum polnischen Staatsunternehmen Przedsiębiorstwo Państwowe Orbis; es erhielt den Namen „Orbis-Metropol“. Zum Haus gehörte eine Bistro-Bar, ein Café uns seit dem Jahr 1966 eine Orbis-Filiale.
Das Hotelcafé war bekannt als Treffpunkt männlicher Ausländer mit polnischen Frauen („Mädchen mit unbeschwerten Sitten, die auf den Kontakt mit exotischen Besuchern spezialisiert waren“). Da die ausländischen Gäste oft Gastarbeiter aus dem arabischen Raum waren, wurden die mit ihnen verkehrenden Polinnen als „Arabesken“ bezeichnet.
Stefan Kisielewski beschrieb das Café in seinem Roman „Eine Zeitreise“:

„Es ist immer voll mit jungen Algeriern, Tunesiern, verschiedenen Arabern und Schwarzen – was für eine Insel slawischer Derbheit. Dann gehen sie zu den Mädchen rüber - stark geschminkt, mit ausgeprägten Brüsten, in Jeans und weißen Blusen. Sie setzten sich zu ihnen, sie genossen lange das Zigarettenrauchen, sie tasteten sich ab, ohne hinzusehen, kauten Kaugummi, dann gingen sie, nicht zusammen, aber immerhin zusammen, zwei Jungen, zwei Mädchen, sie gingen wahrscheinlich ins Hotel, wie geht das Ganze weiter?“

### Hotele Warszawskie „Syrena“
Im Jahr 1974 gründete die Stadt Warschau das lokale Tourismusunternehmen Hotele Warszawskie „Syrena“, dem ein Bürogebäude und sechs Hotels zugeordnet wurden: Nowa Praga, Metropol, MDM, Polonia, Saski und Warszawa. In Folge der politischen Wende wurde das Unternehmen im Rahmen der Privatisierung staatlicher Unternehmen am 19. November 1991 in Warszawskie Przedsiębiorstwo Turystyczne „Syrena“ umfirmiert, wobei es im Besitz der Stadt blieb.

### Privatisierungsskandal
1997 beschloss die Warschauer Stadtverwaltung den Verkauf von Syrena. Für 24 Millionen Dollar erwarb die von Strabag (51 Prozent) und der Raiffeisen Centrobank (49 Prozent) gebildete Investor Bau Holding (später: Syrena Immobilien Holding) die Hotelgruppe. Zu diesem Zeitpunkt beschäftigte Syrena rund 500 Mitarbeiter. Nach Bekanntgabe des Verkaufes kam es zu Vorwürfen der Öffentlichkeit, dass der Verkauf der Syrena-Hotelgruppe zu einem für die Stadt ungünstigen Preis erfolgt sei. Es wurden Korruptionsvorwürfe gegen ein Mitglied des Stadtrates laut; die Staatsanwaltschaft stellte entsprechend aufgenommene Ermittlungen jedoch später ein. Die Abgeordnete und Bevollmächtigte des Premierministers für Korruptionsprävention, Julia Pitera, beantragte im März 2010 die Eröffnung eines Verfahrens zur Überprüfung der Höhe des Kaufpreises. Während ihrer Zeit als Stadträtin hatte sie ein Gutachten in Auftrag gegeben, das gezeigt hätte, dass es rentabler gewesen wäre, die Hotels einzeln zu verkaufen:

„Egal welchen Inflationsindex man verwendet, er wird nicht zeigen, dass die Kette damals fast halb so viel wert war wie ein einzelnes Hotel heute“

Ein weiterer geäußerter Vorwurf lautete, dass der Käufer die vertraglich zugesagten Investitionen in Höhe von 36 Millionen EUR nicht getätigt habe.

### Restitutionsproblematik
In den Medien wurde das Hotel Mitte der 2010er Jahre als absurdes Beispiel der Probleme bei der Restitution von Immobilien bekannt. Das im Zweiten Weltkrieg stark zerstörte Warschau war von der Grundstücksenteignung und den daraus entstandenen Ansprüchen im besonderen Masse betroffen; die Thematik wurde polenweit als Warschauer Reprivatisierungsaffäre bekannt.
Die wöchentlich erscheinende, mehrausgabige Stadtteilzeitung „Passa“ beschrieb die Eigentumsproblematik beim Hotel Metropol im Jahr 2016:

„Das Hotel Metropol ist ein weiterer Reprivatisierungswahnsinn, der einen Eintrag ins Guinness-Buch der Rekorde wert ist, und zugleich ein Beweis dafür, dass Warschau eine Stadt der Gesetzlosigkeit ist. Dieser repräsentative Standort im Herzen der Hauptstadt war durch die Reprivatisierung praktisch von der Außenwelt abgeschnitten.“

Bereits im Jahr 1990 hatte die Familie Grabiński die Rückgabe eines Teils des zum Hotel gehörenden Grundstücks beantragt. Es handelte sich dabei um eine etwa 820 Quadratmeter große Fläche an der Straßenkreuzung Jerozolimskie und Marszałkowska, auf der ein im Krieg zerstörtes vierstöckiges Mietshaus stand, und welche per Bierut-Dekret verstaatlicht worden war. Auf einem Teil des Grundstücks war das Hotel errichtet worden, einen Teil nutzte das Hotel als Vor- und Parkplatz.
Nach einem jahrelangen Rechtsstreit, der durch den zwischenzeitlichen Verkauf der Syrena-Hotelgruppe verkompliziert wurde, erhielten die Grabińskis ihren Besitz zurück. Polens Oberste Verwaltungsgericht bestätigte die Aufhebung der Konzession des Unternehmens Hotele Warszawskie Syrena, demnach es nie das Recht auf unbefristeten Nießbrauch an dem Grundstück und das Eigentum an den Hotels Polonia und Metropol erworben hatte. Die Durchsetzung von Ansprüchen gemäß dem Warschauer Grundstücksdekret habe absoluten Vorrang vor der Entrechtung. Das Urteil reihte sich in eine Serie von landesweit beachteten positiven Rückgabeentscheiden, in denen die Rechte der Erben der Vorkriegseigentümer bestätigt wurde.
Bei den folgenden Verhandlungen zwischen Alteigentümer, Syrena-Holding und der Stadt (die das Hotel wissentlich der Ansprüche der Erben der Vorkriegsbesitzer verkauft hatte) konnte zunächst keine Einigung erzielt werden. Nach dem Scheitern der Gespräche ließ Eigentümer Aleksander Grabiński vorübergehend knapp einen Meter vom Hotel entfernt eine Absperrung um einen Teil des Hotelvorplatzes errichten, womit der Hotelzufahrt und -zugang beschränkt wurde.

### Modernisierung
Über viele Jahre, in denen ältere Gebäude in Warschau modernisiert wurden, erinnerte das Erscheinungsbild des Metropol-Hotels daran, wie solche während des Kalten Krieges errichtete Gebäude aussahen. Der Unterschied zu modernen Standards wurde durch die Sanierung des angrenzenden Schwesterhotels Polonia Palace Anfang der 2000er Jahre noch deutlicher.
Seit dem Jahr 2010 erfolgte eine abschnittsweise Sanierung des Hotels. Dabei wurden die 128 Balkone vom Gebäude entfernt und durch raumhohe (sogenannte französische) Fenster ersetzt, die mit Geländern gesichert sind. Die Fassade erhielte eine dunkelbeige Farbe. Vormalige Büroräume im Dachgeschoss wurden zu Hotelzimmern umgebaut. Das Metropol verfügt über 210 Zimmer in fünf Kategorien, darunter 20 höherwertige Räume. Zwei Konferenzräume entstanden. Auch nach der Sanierung blieb es ein Drei-Sterne-Hotel. Im Jahr 2019 wurden Lobby, Bar und Restaurant umfassend renoviert. Das Hotel erhielt die Umweltzertifizierung Green Key.

## Namensgleiches Hotel
Bis zum Zweiten Weltkrieg existierte in Warschau bereits ein Metropol-Hotel; es befand sich ebenfalls an der Marszałkowska-Straße (Nr. 114)/Ecke Złota-Straße, etwa 400 Meter nordwärts des Standortes des heutigen Hotels Metropol. An dieser Stelle war in den Jahren 1830 bis 1832 ein Gebäude als Unterkunft für Mitarbeiter der Fabrik „Spoerlin i Rahn“ (später „Rahn i Vetter“) errichtet worden. Seit 1873 befand sich dort die Tabakfabrik „Leferme“. Vor dem Ersten Weltkrieg wurde die Fabrik in das Hotel „Metropol“ umgewandelt, welches entlang der Marszałkowska-Straße verlief. Dieses Haus wurde später umgebaut, um das Restaurant „Pod Bukietem“ einzurichten. 1935 wurde ein Teil des Gebäudes abgerissen, der Restbau einige Jahre später im Krieg zerstört.